# Анцио-Неттунская операция
Анцио-Неттунская операция — стратегическая военная операция вооружённых сил США и Великобритании против немецких войск в ходе Второй мировой войны, часть Итальянской кампании.

## Предыстория
После победы над немецкими и итальянскими войсками в Североафриканской кампании в мае 1943 года англо-американские войска осуществили высадку на Сицилии, которую оккупировали 17 августа, после чего стали готовиться к высадке непосредственно в континентальной части Италии.
3 сентября 1943 года началась высадка в Италии — 8-я британская армия высадилась на юге Апеннинского полуострова, а 9 сентября 5-я американская армия высадилась в районе Салерно. К началу октября 5-я и 8-я армии совместно освободили южную часть Апеннинского полуострова, но тем временем немцы создавали укрепления вдоль реки Вольтурно, чтобы хотя-бы временно задержать продвижение противника, главную же линию обороны они создали в районе Монте-Кассино — «Зимняя Линия» («Линия Густава»), уже её немцы собирались удерживать со всем упорством. 1 октября англо-американскими войсками был взят Неаполь, к 15 ноября они форсировали реку Волтурно и стали приближаться к Монте-Кассино, достигнув его к началу января. За три месяца до этих событий, в октябре 1943 года Дуайт Д. Эйзенхауэр и командующий союзными войсками антигитлеровской коалиции в Италии сэр Харольд Александер обсуждали высадку морского десанта с целью обойти с фланга «линию Густава».
17 января началась кровавая битва под Монте-Кассино, где немецкие войска оказали противнику ожесточённое сопротивление. Был составлен план операции под кодовым названием «Галька» (англ. Shingle), который поддерживал Уинстон Черчилль, но десантных кораблей для этой операции не хватало ввиду интенсивной подготовки к предстоящей Нормандской высадке во Франции.

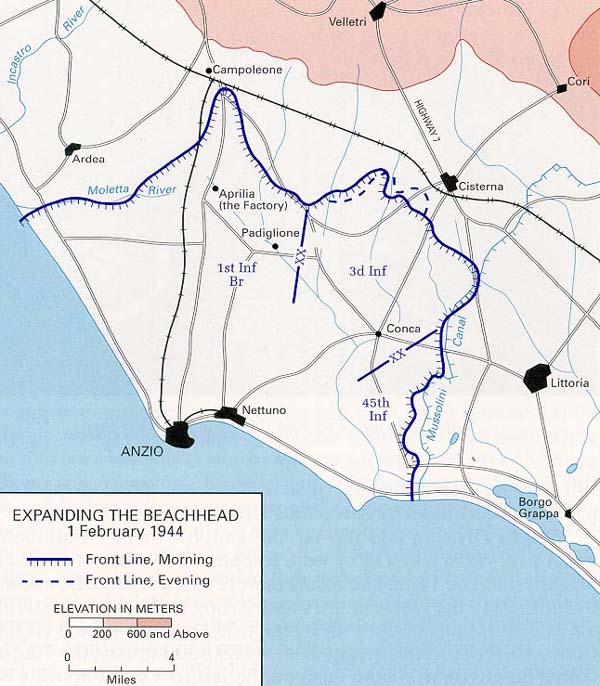
Плацдарм англо-американских войск в Анцио,
1 февраля 1944 года.

## Расстановка сил на Итальянском фронте. Январь 1944

### Антигитлеровская коалиция
- 15-я группа армий (Х. Александер)

- - 5-я американская армия (М. Кларк)
    - VI американский корпус — высадился в Анцио
    - II американский корпус
    - Французский экспедиционный корпус

- - 8-я британская армия (О. Лиз)
    - V британский корпус
    - X британский корпус
    - Новозеландский корпус

### Германия
- Группа армий «C» (А. Кессельринг)
  - 10-я армия (Г. фон Фитингхофф)
    - LXXVI корпус — до 29 января
    - XIV танковый корпус
    - LI горный корпус

- - 14-я армия (Э. фон Макензен)
    - I парашютный корпус
    - LXXVI корпус — после 29 января

## Расстановка сил на Итальянском фронте. Май 1944

### Антигитлеровская коалиция
- 15-я группа армий (Х. Александер)

- - 5-я американская армия (М. Кларк)
    - VI американский корпус — на плацдарме в Анцио
    - II американский корпус
    - Французский экспедиционный корпус

- - 8-я британская армия (О. Лиз)
    - V британский корпус
    - X британский корпус
    - XIII британский корпус
    - I канадский корпус
    - Новозеландский корпус
    - Итальянский Корпус освобождения  (Умберто Утили)
    - II польский корпус(В.Андерс)

### Германия
- Группа армий «C» (А. Кессельринг)
  - 10-я армия (Г. фон Фитингхофф)
  - 14-я армия (Э. фон Макензен)

## Ход операции

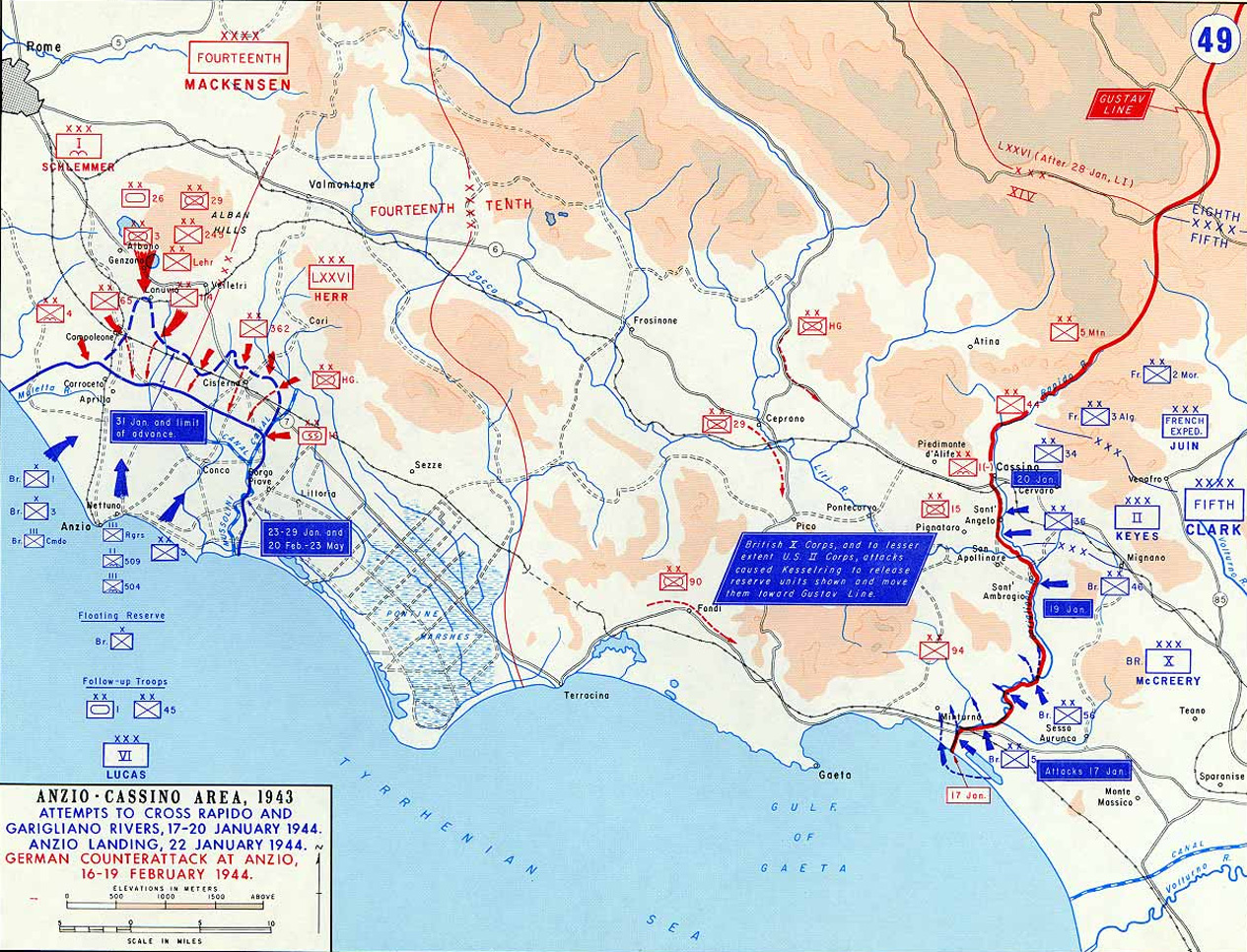
Позиции англо-американских войск в Монте-Кассино и Анцио, январь-февраль 1944.

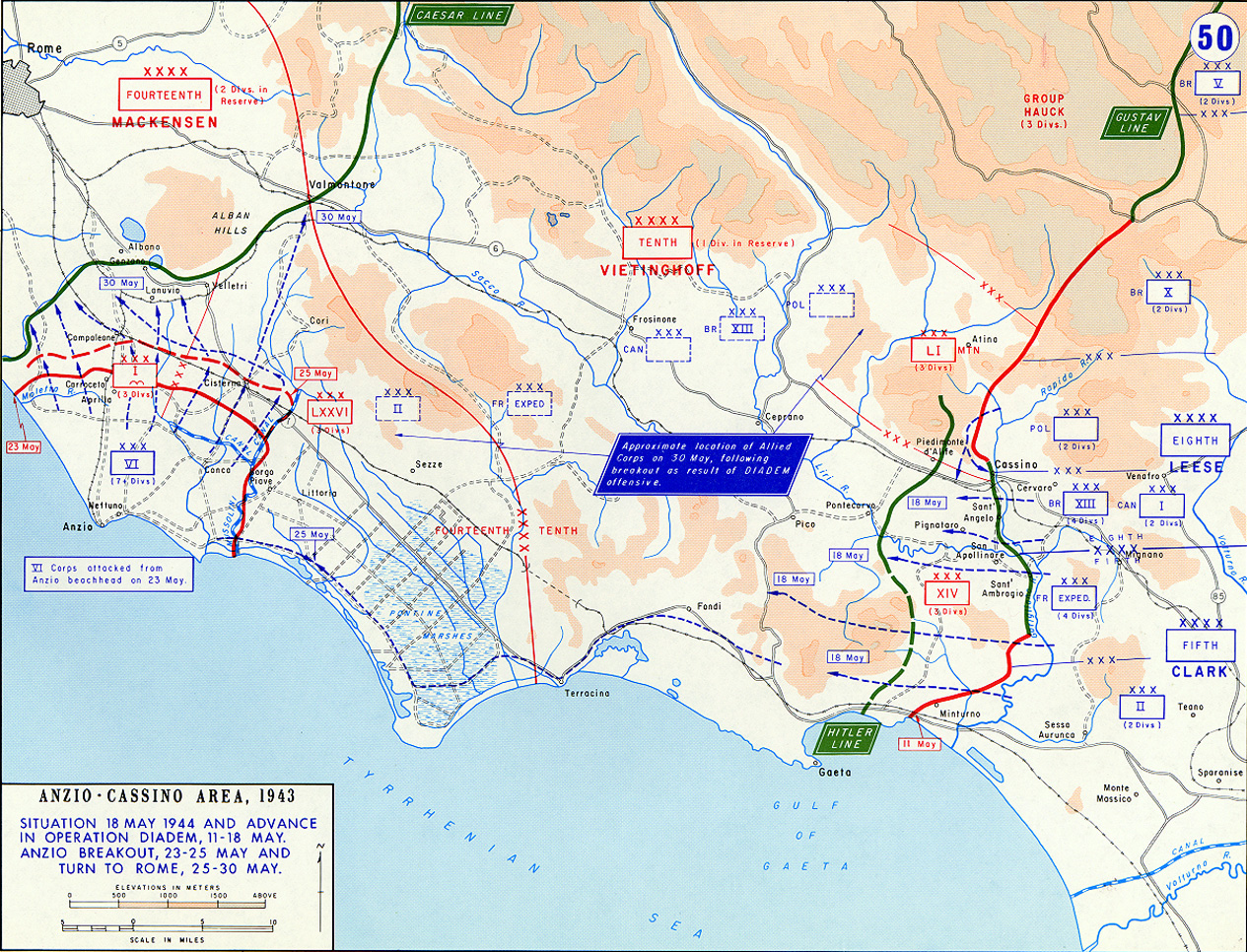
Наступление англо-американских войск под Монте-Кассино (операция «Диадема») и прорыв с плацдарма в Анцио, май 1944.

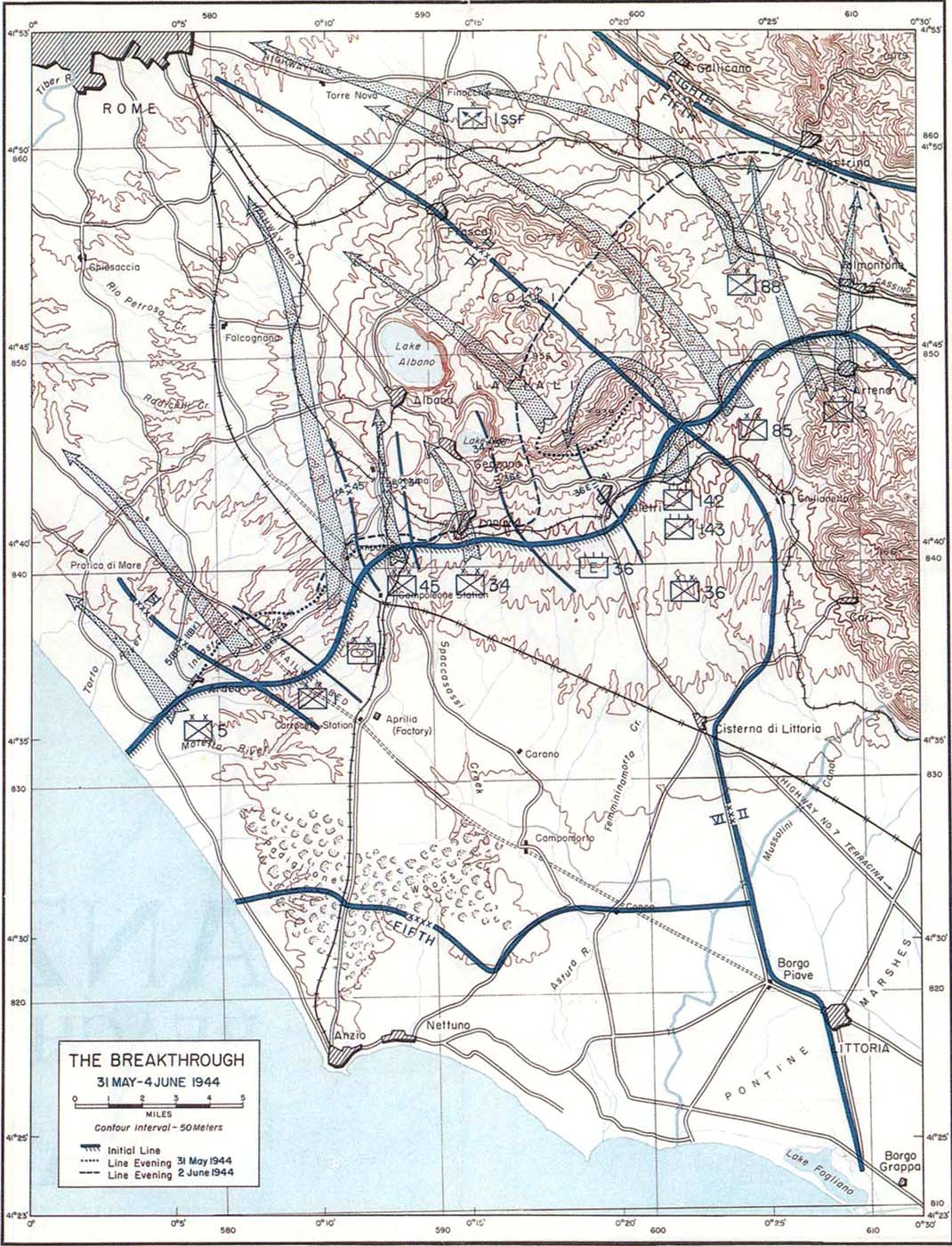
Наступление англо-американских войск на Рим, май-июнь 1944

22 января 1944 англо-американский десант под командованием генерал-майора Лукаса высадился в Анцио. Для немецкого командования это было полной неожиданностью. 3а 48 часов Лукас занял плацдарм глубиной 11 км, но не стал продолжать наступление, а принялся укреплять позиции прибрежного плацдарма. Если бы Лукас быстро продвинулся дальше, то он вполне мог перерезать линии снабжения немецких войск и атаковать их с тыла, что могло привести к развалу всей немецкой обороны под Монте-Кассино. Этим промедлением смогло воспользоваться немецкое командование, которое успело перегруппировать войска, перебросить подкрепления к Анцио и предотвратить расширение захваченного противником плацдарма. Немецкие войска начали контратаки, при которых использовали тяжёлое железнодорожное орудие К5 — англо-американские солдаты прозвали его «Anzio Annie» («Анцио Энни»).
Генерал Лукас за неудачное командование был смещён и командование VI корпусом принял генерал Траскотт. Новый командующий отразил все немецкие контратаки — 31 января, 15 и 29 февраля. Завязались ожесточённые бои, немцы не смогли справиться с десантом и сбросить его в море — ему оказывал поддержку флот, к тому же немцев постоянно атаковали под Монте-Кассино. В марте линия фронта стабилизировалась — начались дожди, и поэтому командование англо-американских сил отложило наступление на два месяца, пока не улучшится погода.
11 мая 1944 англо-американские силы начали наступление под Монте-Кассино (операция «Диадема») и, прорвав немецкую оборону, стали наступать в направлении Анцио. 23 мая VI американский корпус прорвался с плацдарма в юго-восточном направлении и соединился с войсками II американского корпуса утром 25 мая 1944 года.
Несмотря на первоначальные трудности после высадки, плацдарм в Анцио оказал помощь англо-американским войскам, особенно при их наступлении на Рим в мае, после битвы под Монте-Кассино. II корпус и VI корпус совместно начали наступление на северо-запад и прорвали последнюю немецкую линию к югу от Рима. В ходе наступления англо-американские войска захватили столь досаждавшее им железнодорожное орудие «Анцио Энни», и продолжили наступление на Рим, который немецкое командование объявило «открытым городом» и вывело из него свои войска. 4 июня 1944 года 88-я американская пехотная дивизия вступила в Рим.

## Итоги
Командующий 15-й группой армий антигитлеровской коалиции союзников Харольд Александер получил звание фельдмаршала. Войска союзников продолжили наступление на север Италии. Часть американских и французских войск была выведена с фронта для высадки в Южной Франции. К августу 1944, 15-я группа армий достигла Флоренции и новой линии немецкой обороны («Готская линия»), которую она преодолеет только к весне 1945 года.

## В массовой культуре
- В 1968 вышел американо-итальянский фильм «Битва за Анцио» (режиссёры — Эдвард Дмитрык и Дуилио Колетти, главные роли в котором исполнили Питер Фальк и Роберт Митчем.
- В ходе операции погиб Эрик Флетчер Уотерс — отец британского музыканта, участника группы Pink Floyd Роджера Уотерса. Этому событию он посвятил, в частности, песню When the Tigers Broke Free и альбом The Final Cut.
- Анцио-Неттунской операции посвящена песня To Hell and Back (альбом Heroes, 2014 год) шведской группы Sabaton
- В игре Axis & Allies одна из миссий кампании посвящена Анцио-Неттунской операции. Игрок командует британскими войсками под командованием генерала Оливера Лиза и действует совместно с американскими подразделениями Лукаса.
- В дополнении The Road to Rome к игре Battlefield 1942, есть карта «Битва за Анцио».
- В модификации Day of Defeat для игры Half-Life есть карта Anzio.
- В игре Panzer General есть карта Anzio.